# ガキ帝国 (映画)
『ガキ帝国』（ガキていこく）は、1981年に公開された井筒和幸監督の映画作品。
昭和40年代前半の大阪を舞台にした不良少年たちを描いた井筒和幸の出世作。また、趙方豪、升毅、國村隼の映画デビュー作、及び木下ほうかの俳優デビュー作でもある。関西地区で先行封切り後、全国公開された。
続編の『ガキ帝国 悪たれ戦争』についても述べる。

## 第1作

### あらすじ
大阪万博を3年後に控えた大阪に少年院から帰ってきた不良少年のリュウとそこで知り合った高がシャバに出てきた、古い友人で仲間のチャボとケンはリュウを温かく迎え再会を喜ぶ。チャボによると現在大阪は大きく二つの不良グループに分かれておりキタは暴力団竜神会をバックに持つ北神同盟、ミナミはホープ (たばこ)しか吸わないホープ会のどちらかに所属しなくては夜の盛り場では自由に遊べなくなっていた。それを影で聞いていた高は北神同盟に入るため同盟メンバー、さらに竜神会幹部小野からのリンチに耐え切り「明日のジョー」の通り名をもらい同盟副会長に抜擢され、あっという間に組織をまとめ上げミナミに進出、ホープ会を難なく倒す。一方、リュウら三人はどちらにも属さずに北神とホープ会にケンカを売っては有無を言わせず叩きのめし遊びまわる。ある日、ケンの友人のゼニが護身用に持ち歩いていた改造銃をホープ会に奪われ、ふざけて撃った銃弾がゼニに当たり死亡した。三人は怒り狂いリーダーの服部を倒し、ホープ会残党は北神に対抗しようとリュウにリーダーを頼みピース (たばこ)しか吸わない「ピース会」を結成する。しかしケンはどこにも属さないというポリシーを貫き組織に入ってでもミナミを守ろうとするリュウ達と反目する。

### キャスト
- リュウ：島田紳助 - 典型的な暴れん坊。
- チャボ：松本竜介 - 典型的なチンピラ体質で一般生徒にはカツアゲ、恐喝、ナンパをして遊びまわっている。喧嘩の腕はからっきしだが弱りきった相手に止めを刺そうと狂ったように蹴り上げるなど弱いものには容赦しない。基本的にリュウと行動しており明日のジョーから「金魚のフンが！」と罵られた事が思わぬ悲劇の引き金を引く事になる。
- ケン：趙方豪 - 在日朝鮮人。バンドマンのドラマーとしても活躍している。
- 明日のジョー：升毅 - 同じく在日朝鮮人。
- クロ：玉野井徹
- グリコ：中浩二
- オバQ：永田憲一
- チビ太：篠田純
- 工藤：山本孝史
- ゴキブリ：藤田佳昭
- 服部：北野誠
- ポパイ：上野淳
- タカオ：パンチけいすけ
- ゼニ：名村昌晃 -朝鮮学校に通う在日朝鮮人でケンの友人
- アパッチ リーダー崔：米村嘉洋
- 京子：紗貴めぐみ
- アコ：雅薇
- 和子：森下裕巳子
- 御園のママ：渡辺とく子
- ゴーゴーホール支配人：平川幸雄
- 富士ホールのマスター：大杉漣
- リュウの父：夢路いとし
- 竜神会・小野：上岡龍太郎
- アパッチ メンバー：木下ほうか
- 徳井優

### スタッフ
- 監督・原案：井筒和幸
- 脚本・助監督：西岡琢也
- 製作：林信夫、佐々木史朗
- 撮影：牧逸郎
- 音楽：山本公成
- 編集：菊池純一
- MA：銀座サウンド
- 現像：横浜シネマ現像所

### 製作
1981年の始めに製作費1,000万映画で有名なATGが、「今、1000万円で何が可能か?」を探るべく、「もう一度1,000万映画」というコンセプトで、1981年の1,000万映画として、『九月の冗談クラブバンド』『生きてゐる小平次』『近頃なぜかチャールストン』『KID NAPING BLUES（誘拐の唄）』（全て発表時のタイトル）とともに5本のうちの第一回作品として製作発表された。このときは5本はいずれも東京ではシネマ・プラセットで公開すると発表があった。1979年にATG二代目社長になった佐々木史朗のアイデアで、佐々木は「あくまで方法の実験。かつてのATGのテツを踏むつもりはない。恒常化して同じ監督に又やってもらうつもりもない。アイデアがある程度出切ったらピリオドを打つ」などと述べた。当時映画を1,000万円で作るということは、常識を打ち破るような"発想の転換"や"アイデア"が必要条件となり、スタッフ等にしわ寄せが来ると予想された。5本のうち、『ガキ帝国』は制作発表時には既に完成していたが、1981年晩秋の『シティロード』に『近頃なぜかチャールストン』が最初に劇場公開が決定と書かれているため、本作の東京や全国公開は1982年以降と見られる。

### 興行
劇場公開がなかなか決まらず、京阪神の洋画系チェーンで掛けていた洋画が全部コケてシャシンがない、メジャーに関係ない映画で既に完成しているプリントはないか、と探して本作を見つけ「大阪ならいけるんじゃないか」と判断され、洋画の穴埋めとして、京阪神の四館で二週間上映された。この話を聞いた高林陽一が激怒し、ATGに「作家にとってあまりにかわいそうだ。もうちょっとちゃんとした売り方をしてあげたらどうなんだ。洋画の穴埋めで二週間だけ使われてあとはおしまいでは、作ったヤツはせつないだろ」と抗議した。

### 作品の評価
- 島田紳助は当時から映画作りの目標を持っていて一物あり[5]、本作に対しても「ぼくが24歳で現代の若者でしょ。あの映画に描かれている10年前の若者とはギャップを感じます。ピンときませんね。二年以内に自分たちで、現代の若者に焦点をあてた映画を撮ってみたいと思っています。その為には2000万円ぐらい必要なんで、漫才で稼ぎますよ」などと話した[5]。

## ガキ帝国 悪たれ戦争
『ガキ帝国 悪たれ戦争』（ガキていこくあくたれせんそう）は、1981年9月12日に公開。前作と同じく井筒和幸監督の映画作品。東映=徳間書店提携作品。同時上映は『獣たちの熱い眠り』。『獣たちの―』とともに徳間書店としては初の映画製作進出。
時代設定を1970年の大阪万博前から映画公開当時の現代までに移し、舞台を大阪市内から大阪の衛星都市に移しており厳密にいえば前作の続編ではない。但し、主人公が守ろうとした世界『ガキ帝国』は同じである。

### あらすじ
大阪のベッドタウンで働く佐々木辰則と松本良一は辰則の兄が経営するハンバーガー店のバイト、喧嘩、性欲処理に明け暮れる毎日を送っていた。ある日辰則に連れられてソープランドへ行った良一はそこの風俗嬢とトラブルを起こし、用心棒の渋沢からボコボコにされ、ムラムラが収まらない辰則は日ごろからソリの合わない同居先の兄嫁をレイプして日ごろの憂さを晴らそうとするが彼女が抵抗した際、自身のコレクションが壊された事に逆上し暴行。警察に捕まり少年院で首を吊って自殺した。それを聞いた良一も自殺の原因は兄嫁のせいと逆恨みして彼女を襲撃、少年院で一年を過ごした。刑期を終え社会に戻った良一は昔の喧嘩仲間、後藤光春と再会し彼女の安子と友達のトモ代を紹介する。しかしトモ代も光春の事が好きでいつしか二人は結ばれる。その二人の前に渋沢が現れ誰か一人ソープに沈めろと迫り光春はトモ代を差し出す。だが彼女はある暴力団組長の姪だった事で話がこじれた。

### キャスト
- 松本良一:豪田遊
- 佐々木辰則:北野誠
- 川村安子:谷山衣枝
- 後藤光春:清水昭博
- 佐々木辰夫:鶴田忍
- 佐々木和代:山口美也子
- 合田:月亭可朝
- 渋沢:下元史朗
- 三上トモ代:五十嵐知子
- 中川ルミ:井上真由美
- 本間好子:森村陽子
- 島田紳助
- 松本竜介

### 製作
東映と徳間書店が製作を担当し、製作費は3,000万円と書かれたものと製作費は宣伝費も含めて5,000万円と書かれた文献がある。3,000万円なら当時の東映社長・岡田茂が松田優作作品など、東映セントラルフィルム作品に与えた製作費と同額。当時の製作費としては悪くない予算。また当時は東映の本番線に提携作や買取り作品も増え、本作の次に本番線で掛かった映画は『とりたての輝き』と『夏の別れ』の東映セントラルフィルム製作の二本立てだった。若いプロデューサーや監督にチャンスを与えるという目的で、東映シネマサーキット（TCC）もでき、『ガキ帝国』を評価して東映から井筒へオファーを出した。井筒は「『ガキ帝国』は1980年の年末に出来て年明け3ヵ月後に公開した。東京地区も(1981年)5月ぐらいから公開が始まって、それを同時に東映から急に話が来た。オレが呼ばれたのは確か(1981年)4月か5月だったと思う」、西岡琢也は「東映から声がかかったのは1981年3月か4月の頭に来たと思う」と話している。
併映作である三浦友和主演の『獣たちの熱い眠り』は当初一本立て興行を予定し、撮影が進められていたが、一本立てでは持ちそうにないと判断され、井筒に併映作として声がかかり、東映の本部長から東映本社に呼び出され、「ATG以上の製作費を出す。『ガキ帝国』の題名が気にいったのでもう一本東映で作れ。9月の番線だぞ。パート2だが続編にする必要はない。『ガキ帝国』のタイトルだけ使って副題は何でもええから勝手に付けろ。中身は自由、不良少年ものなら何でもいい。但し、紳助・竜介は出演させろ。彼らは漫才ブームで超多忙でスケジュールもないだろうが一シーンでの特別出演でも可だ。同時に徳間文庫で原作本（ノベライズ）を出すから何だったら原作も並行して書かすようにしろよ。マンガでも小説でもいいよ、適当にパッパと書けるだろ。脚本と一緒に書け。もう朝鮮人は出すな。在日の話はいらないから、あんなものは出した所でウケないから。在日は娯楽映画には余計だ。兎に角、不良どもがケンカしてりゃいいから、前のシャシンみたいにケンカに次ぐケンカをやってくれ。(前作は)よく分からない話だったけど、あんたたちのノリで作れ』等と言われたと話している。
脚本の西岡琢也は「〈義理欠く恥欠く人情欠く〉の東映三角マークが出る映画に何度興奮させられたか、憧れだった」と話す東映映画の大ファンで、井筒も東映三角マークに憧れていたこともあり、東映から上記のような理不尽な条件を叩きつけられたが、こんな僥倖を手放したくないという思いから、嫌な事には目をつぶり目を逸らし「短期間で何とか作らせて頂きます」とほぼ全ての条件を飲んだ。西岡は初めて小説もどき（ノベライズ）を手掛け苦戦した。井筒も西岡も本格的にメジャーに乗り込み、腕をふるうチャンスを得た。
製作の正式決定は1981年6月4日。封切日は既に1981年9月12日と決まっており、スタッフ編成、キャスティング、ロケハンといった準備期間を逆算すれば、脚本は一週間程度で書き上げなくてはならない。井筒は「ATGだといつ公開されるのかという侘しさが付きまとうが、東映は低予算映画を今の落ちこぼれ、半端もんをぱっと写真にして湯気のあるうちに出す、時代にヴィヴィッドに反映しているし、作っている段階で公開日が決まっているから侘しさなんて寄ってくる余地もなかった。今ならとても考えられないけどそこから3ヵ月で作った」等と話している。製作費は100万円オーバーし、監督料は無し。
　

#### 脚本
『シナリオ』1981年10月号、23～54頁に脚本決定稿が掲載されている。脚本の西岡も井筒と同じく東映映画の大ファンで、西岡は敬愛する関本郁夫監督の未発表作『六連発愚連隊』を始め、情景かつ念願の東映作品へのオマージュを込めた。脱稿1981年6月16日。

#### キャスティング
在日の出演はダメと東映サイドから条件が付けられていたが、井筒と西岡が「3,000万円の映画に誰が出てもいいだろ」と前作に続いて趙方豪の起用を押し切った。しかしその際、東映から趙方豪の名前を豪田遊に変更しろという条件を飲まされた。

#### スタッフ
金がないため音楽は上田正樹に頼み、上田は一人でやってくれた。平山秀幸が助監督。福岡芳穂が監督助手。美術助手として今や巨匠の部谷京子が参加（ノンクレジット）。部谷はまだ右も左も分からない頃。ペンキを顔中つけたりラブホの部屋のドアの寸法を間違えたりで何度も怒られていた。前作はアマが大半だったが本作はスタッフ全員がプロ。　
　

#### 撮影
前作同様、大阪と近辺でオールロケ。1981年7月12日早朝より、大阪貝塚市でオートバイ好きの少年少女たちによる爆走シーンからクランクイン。夜は大阪市城東区今福に移動。1981年7月27日、東海道本線岸辺駅近くの不動産屋の一・二階を借りて撮影。ロケ地は他に大阪梅田、南港、大阪府吹田市、高槻市、河南町大阪芸術大学、奈良県天理市、和歌山県白浜。

#### モスバーガー店内撮影に関して
モスバーガーの店内撮影に関して、井筒は2018年1月のインタビューで「あの店は都島辺りやったと思うけど、製作進行の森重晃プロデューサーが見つけて来たんだ。『交渉しました』言うて。『おうOKか、中で何やっても良いんだろ』みたいな話になった。最初にちゃんと制作部が許可を取って丸一日借りて、店長も横で観てほいで夜遅うまでなんやかやして『また後日閉店になった場面も撮りに来ますんで』なんて制作部が言って、シャッター下した場面も撮らせて貰ったりしたと思うよ。シナリオも読ませたと思う。だって東映の台本だよ。代紋付いたんねんやから。ピンク映画とちゃうよ。東京の制作部隊が全部まとめてたから。オレらはただ撮っただけで詳しい交渉の中身は知らなかったけど、そこはちゃんとやってたよ。何にも問題はなかった」などと述べている。脚本の西岡は「大阪のモスバーガーの店舗での撮影は、店長に了解を取り、更にその上のエリア長(?)の許可を得たと当時聞いた。ハンバーガー店のシーンは多いため、店舗の協力、それも献身的な協力だったと思う」と話している。　

### 試写
主人公が右翼暴走族のアジトに乗り込んで行って、壁に掲げてある日の丸を引き剥がす場面があり、東映は右翼の街宣車が銀座に並ぶのが嫌で、チェックオール試写で東映の本部長がカットを要求し、井筒が泣く泣くネガを切った。井筒たちは納得がいかず打ち上げの新宿で荒れまくり、井筒以下、数人が逮捕された。

### 作品の評価
- 桂千穂は「前作と違い登場人物を大幅に整理したため、全体に性格の描き込みが深まりひとりひとりが鮮やかに息づいており、前作より格段にいい出来栄え」などと評している[24]。

- 鈴木志郎康は「前作の『ガキ帝国』の熱意と力量が小さく希薄になったという気がした。前作は不良少年のグループとグループのぶつかり合いがダイナミックだったが、今度は主人公を一人に絞ったために小さくまとまってしまった」などとと評した[7]。

- 井筒和幸は『シナリオ』2018年1月号のインタビューで「そんなに観たいかね(笑)ひどいシャシンだよ、あんなもの」などと述べている[11]。

### 公開中止から作品封印に
1981年10月11日までの、4週間の上映予定だった。
しかし、劇中のハンバーガー店のシーンについてロケ撮影したモスフードサービス本社関係者から「モスバーガーの店舗や店員の描写が、同社のイメージを著しく損ねている」というクレームがあったとされ、即時上映中止の要求があり、監督・プロデューサー、東映とモスの間で話し合いが持たれ、当時の東映社長・岡田茂がモス創業者・櫻田慧と仲が良かったことから、二人の話し合いで即時上映を止めましょうという話がついたとされる。岡田は今里広記を囲む若手財界人の勉強会「混交会（今里会）」が発展した「岡田茂を囲む会」の親分で、櫻田は「岡田茂を囲む会」のメンバーだった。
井筒は「東映の営業か宣伝かから話が来て、それをこっちの担当プロデューサーが『謝りに行かなきゃならないんだ』と言い出し、来てくれたら許すという話ではなく、たぶんもうダメという『はぁ?』みたいな話の上で神楽坂にあったモスの本社に自分とプロデューサーらで謝罪に行った。モスの櫻田慧社長も同席した。櫻田は醤油味のハンバーガーを作る苦労話など自分の話ばかりで映画の話はしなかったが、モスサイドから『不良の溜まり場だみたいなイメージと、挙句に店が潰れてしまうのかというのがとてもイメージが悪い』と言われた。謝罪の帰りに櫻田の著書を五冊渡された。モスの幹部まで映画が知られた経緯は、これからモスの店舗を構えようとした九州の人が、たまたま映画館で観て本社に『あんなんでいいですか』みたいな電話をし、東京の本社が許可してないという話になった」などと話している。西岡はこの井筒たちがモスに呼び出されたのは「封切から二週間くらい経ってから」と話している。当時フランチャイズビジネスも創成期で、モスの店舗も全国で100店ほど。組織自体もしっかり確立されていたか分からず、連絡に行き違いあった可能性もある。　
上映中止に合意した製作サイドはモスの要求を受け入れ、製作サイドは上映中止を泣く泣く飲み、上映が打ち切られたとされる。しかし谷岡雅樹は「日本のどこかでは打ち切りされたのかも知れないが、札幌東映ではきっちり四週間の上映で打ち切りはされなかった。次の番組『とりたての輝き』と『夏の別れ』の二本立ては一週間で終わり、ジャッキー・チェンの旧作三本立てに変更された。上映変更は日常茶飯事で、一方の『悪たれ』は四週間トモカズと共に健闘した」と話している。
井筒は「最初の全国ロードショーで東映の直営館の100館ぐらいで封切られた。その後、飯田橋の佳作座で二本立てがあった。それが最後やもんね。オレ、覚えてるから。中央線の電車の窓からね、水路の向こう側にね、いつも佳作座の大きな垂れ幕が掛かってたんですよ。只今上映中みたいな。それが『ガキ帝国二本立て』って。あれは写真に撮っとけば良かったなぁ。オレは本当に感激したね。一作目だけならいざ知らず二本立てでさ。いうたら東京の映画人にとってはステータスですよ。格好いいじゃん。『へー、オレの映画もこんなことになんねや』と感動したのが、確か最後だと思いますよ。11月ぐらいだったかな。その後は地方の二番館ではフラット契約か何かで上映されたと思う。東映から上映中止を聞いたのは、もう一通り終わった暮れの話で『別にもう』と言った。でも東映から『ジャンクする』と言われて『ジャンクって何なの？』って聞いたら『プリントを潰すことです』と言われた。『原版だけは残るんですか』と聞いたら『ネガだけは残すんじゃないですかね』と呑気なことを言われた。当時は二次利用、三次利用を考える時代じゃないから、公開し終わって大体元は取れたという認識でジャンクすると言われても何とも思わなかった。その時は以後観れなくなるとは思わなかった。初めてのメジャー映画で、東映でいっちょ殴り込みやみたいな気勢も削がれ、しばらく映画も撮れず失意の日々を過ごした。その後急に忙しくなり、仕事を掛け持ちの怒涛の日々が始まったから、あの子は死んだんだと思っていた」等と話している。
井筒のいう佳作座で11月が最後という記憶が確かなら、予定の四週間の上映?を終えた後も、暫くの間、劇場上映が続いていたことになり、封切時に上映禁止されたということではないということになる。以降は1997年に趙方豪の追悼上映として一度だけ商業上映があったが、それ以降は劇場上映は一度も行われたことはなく封印作品となった。

### 都市伝説流布
天野ミチヒロの2014年のネット記事「猛抗議で"必然的に"封印された「猫肉ハンバーガー」映画！」では、「『この店のハンバーガーは猫の肉や！』と叫び、大きな石を店のウインドウに投げつけて粉々に割ってしまう……。当時流布していた都市伝説（あくまでも都市伝説です）」と書いているが、2008年の著書『「実録」放送禁止映像全真相―封印解除』 (三才ムック) では、「『この店のハンバーガーは猫の肉や！』と叫び、大石で同店のガラスをコナゴナにしてしまう。そして当然のことながら、この場面に激怒したモスバーガーは製作側に猛抗議！結果この作品の上映は中止になり、ソフト化も不可能になるのだ」と、はっきり"猫の肉"と叫ぶシーンが原因で上映中止になったと書いている。沢辺有司の2011年の著書『ワケありな映画』では、「上映は3週間ほどで突然中止に追い込まれてしまう。原因はあるシーンにあった。良一と辰則がアルバイトしているモスバーガーでのシーンだ。店長(鶴田忍)と気が合わない良一が、あるときこう叫ぶ。『この店のハンバーガーは猫の肉や！』そして大きな石で店の窓ガラスを破壊……。店は閉店に追い込まれる。当時は、モスバーガーがテリヤキバーガーのヒットからフランチャイズ店を全国に拡大していた時期である。このシーンをたまたま観たどこかの店長が東京本社に報告。モスバーガー東映に猛烈に抗議する。すると東映は係争することもなく、すぐに上映中止を決めた。フィルムもすべて回収し廃棄処分。その後、ソフト化もされていない。たった1つのシーンのために、映画は幻と消えてしまったのである」と書き、こちらも「"猫の肉"と叫ぶシーンが原因で上映中止、フィルムもすべて廃棄処分になった」と書いている。この『ワケありな映画』では、巻末の参考文献として先の『「実録」放送禁止映像全真相―封印解除』を挙げている。今日のネット記事でも「"猫の肉"と叫ぶシーンが原因で、すぐに上映禁止となった」と書かれるケースが多い。
脚本の西岡琢也は「上映中止になった映画や未公開映画、トラブルに巻き込まれた映画等についての本や雑誌の特集がある。『悪たれ』はよく採り上げられる。書くのは当該作品を見ていないライターたちだ。当たり前だ、彼らが生まれる前に上映中止になったのだから。『ネコ肉入りのハンバーガー』と『ガキ帝国・悪たれ戦争』の紹介では必ず、この台詞が問題になったと書かれる。断じて言う、僕の脚本の中にこんな台詞はないし、映画の中にもない。ライターたちが安い原稿料の為に書き殴った文章でも、知らない人は信じる。人は活字に弱い。製作した人間が請われない批判を浴びる。ライター諸君を難じるのは筋違いだった。何よりよくないのは36年の長きに亘り、映画著作権者でもないモスバーガーが一本の映画の上映の可否の決定権を持ち続けている事だ。しかしモスもモスだが、東映もだらしない。東映に全く当事者意識がない。全てモス任せだ。この映画の著作権は東映だ。自社作品が36年間も一切倉庫から出ず一円も稼がないのを放置しておいて、営利企業と言えるのか」などと述べている。「この店の肉はネコの肉や」というセリフのために、モスフードサービスが上映を認めないとする話が通説になり「怪猫伝説」が独り歩きした。

### 以降の動き

#### 1997年追悼上映
趙方豪が死んだ1997年に追悼上映として渋谷道玄坂フォンティスビル4階のシネ・アミューズでオールナイト上映があった。井筒は「崔洋一らの協力もあり、劇場がないため李鳳宇に頼んで、みんなで観た。業界人などでいっぱいで満員だった」と話している。これが封切時以降、一度だけの例外で行われた商業上映とされ、テレビ放送、ソフト化も行われていない。プリントを東映に借りたのか、その経緯については不明。

#### 2009年東映試写
映画評論家の大高宏雄は公開時に本作を鑑賞し「『ガキ帝国』が商業性とは一線を画すATGという場に、比較的合っていたのに対し、『ガキ帝国・悪たれ戦争』が"不良性感度"全開の東映邦画番線作品の趣が濃厚になり、東映カラーに染まる、というよりそこに意図的になだれ込んでいく作風の中に『ガキ帝国』とはまた型の違った面白さ、醍醐味が生まれた感があった」などと鮮烈に印象に残っていたため、1991年から日本映画プロフェッショナル大賞を主宰し、本作がずっと上映出来なくなっていると知り、先のセリフがあったかも覚えてなく、本当にそのセリフがあるのか、日本映画プロフェッショナル大賞で上映可能か確認したいという理由で、東映に働きかけ、2009年6月4日、東映の試写室で東映関係者と参考試写を観た。試写ではそのセリフはなかったが、ただ店で不良どもが暴れるシーンがあり、そこで店員が言うセリフが途中でぷっつり切れたように感じられた。ここがそのセリフにあたるのかもしれないという印象を持った。そこが抗議のあとにカットされたセリフ部分なのかどうか断定は出来なかったが、抗議の理由と伝わっていた箇所はなかったのだから、これで上映は可能になると確信し、東映の関係者に確認したら「上映の即断はできない」と言われた。それで大高がモスフードサービスのスタッフにことの次第を説明し、モスフードサービスの社長室長と社長室広報の二人と、大高が『ガキ帝国・悪たれ戦争』の製作進行をした森重晃プロデューサーに頼み、2009年7月17日、再び東映の試写室でモスの社長室長と社長室広報の二人と一緒に、同じフィルムを観た。当然問題のセリフもなく大丈夫というお墨付きが出て（誰からかは書かれていない）、上映は可能になる筈だったが、会議室で話を進める過程で、モスフードサービス側から「不良たちが店でアルバイトをし、喧嘩になり、店員の一人が店の窓をぶっ壊すシーンがあり、これらは会社のイメージダウンになる」と待ったがかかった。但し、東映とモスフードサービスの社長同士が話し合いを持てば上映は可能というニュアンスもあったという。しかしこれ以降、話は進まず上映は出来なかった。

#### 2017 - 2019年シナリオ作家協会の運動
日本の脚本家を組織する日本シナリオ作家協会（以下、作家協会）が「脚本で観る日本映画史～ 名作からカルトまで～』を開催するにあたり、2017年4月7日、上映候補作の一本に本作が選ばれた。同事務局（文化事業WG）が著作権者である東映と交渉を始めたが、しかし東映からは、封切時にロケ場所に店舗を提供したモスフードサービスから抗議を受けて劇場上映を打ち切った経緯があるので、今回もモスの許可がないとプリントを出せないと回答された。事務局は東映に出向き、東映の映画営業部関係者と交渉し、モスが許可をすればフィルムは貸し出せると回答を得た。また東映からモスに働きかけて欲しいと要望し東映側が了承。一ヵ月後、東映より「モス担当者にモスのイメージを大変損なう内容だから、という理由で上映を認めてもらえなかった」と回答された。モスの担当者は2009年に東映試写で作品を鑑賞した人と同じ、モスフードサービスの社長室長であった。また東映映画営業部長代理から事務局に電話があり「自身が映画を鑑賞したが、協力団体として『株式会社モスフードサービス』がクレジットされていない、つまり撮影時に現場レベルで撮影店舗の店長等に撮影許可を取っていたようだが、正式にモスの本社の許可を得ずに撮影していたとことになる、東映社内でもこれ以上関与して欲しくないという意見も出ている、どうか納得してほしい」と伝えられた。
その後も交渉は続けられ2017年7月7日、西岡琢也、加藤正人作家協会理事長、佐伯俊道WG長らでモス本社を訪問し、モスフードサービスの執行役員・社長室長、経営サービス本部付シニアリーダーと面談。作家協会事務局は「劇中のモス店舗や店員の描き方に不満があり上映を認められないことは承知しているが、モスを貶める目的で映画を作ったわけではない。たまたま撮影したハンバーガー店がモスだった。ご理解いただきたい。製作に携わった多くのスタッフにとって映画は我が子とも言える存在。我が子が二度と観客の目に触れられず、日の目を見ることができない状態が続くのは非常に辛いこと。せめてシナリオや映画を学ぶ者を対象にした今回の特集上映会については、上映の許可をいただきたい。36年前に上映を中止した当事者はすでに亡くなっている。現在生きている我々で知恵を出し合って解決策を見つけたい」等と内容説明をした。するとモスフードサービスの社長室長から「以前、映画を観たが『この店のハンバーガーは猫の肉』と主人公が叫ぶシーン等があり、劇中でのモスバーガーの取り上げ方に大変問題があると感じている。36年前に上映中止を望んだモス創業者・櫻田慧氏と、上映中止に合意した東映社長・岡田茂氏の意思は尊重したい。なお二人は大変親しい間柄であったが、現在も両社の関係は良好であり、私自身も東映・岡田裕介会長と懇意にしている。二人の気持ちにも変化があったかもしれないが、すでに共に存命していない今となっては、その気持ちを推し量ることも相談することもできず、我々では上映の是非を判断できない。上映することでモスにメリットがない。これまでの経緯を公表することについては事実であれば問題がない」等と回答された。
特集上映会の番外編として作家協会の関係者だけが観覧する内覧会を、映画の内容を検証する目的で行いたい旨を東映と相談したが、内覧会の参加人数等で両者の合意が得られず、2017年7月25～26日、内覧会を諦めた。
2017年12月6日付けで、作家協会が岡田裕介東映会長に『ガキ帝国・悪たれ戦争』上映拒否問題に関する質問状を、多田憲之東映社長宛に『ガキ帝国・悪たれ戦争』フイルム貸し出の要望書を送ったが、回答はなかった。2018年1月25日、岡田裕介が会長を務める日本映画製作者連盟宛に上映拒否問題に関する質問状を郵送したが「当連盟加盟社とはいえ一企業の経営判断に対して、当連盟としてコメントする立場にない」等の回答が届いた。日本シナリオ作家は『ガキ帝国・悪たれ戦争』上映禁止を巡る騒動を「協会ニュース」で連載し、2018年12月にはトークライブを開催するなどイベント化したが、再上映はならず、2019年3月、日本シナリオ作家協会は一連の活動を断念した。
脚本の西岡も、猫の肉"と叫ぶシーンなど書いてないし、井筒監督自身もアドリブもないし、そのようなシーンを撮った覚えはないと証言し、脚本、資料を検証した所、当該部分に当たる箇所は無いとされる。
東映試写室で映画を観た大高宏雄は「プリントの状態は良い」と話している。本作の著作権を持つのは東映と徳間書店である。本作の著作権保護期間が切れるのは2051年12月31日となるため長生きすれば誰でも観ることができる。